# Chwalibogowo (gromada)
Chwalibogowo – dawna gromada, czyli najmniejsza jednostka podziału terytorialnego Polskiej Rzeczypospolitej Ludowej w latach 1954–1972.
Gromady, z gromadzkimi radami narodowymi (GRN) jako organami władzy najniższego stopnia na wsi, funkcjonowały od reformy reorganizującej administrację wiejską przeprowadzonej jesienią 1954 do momentu ich zniesienia z dniem 1 stycznia 1973, tym samym wypierając organizację gminną w latach 1954–1972.
Gromadę Chwalibogowo z siedzibą GRN w Chwalibogowie utworzono – jako jedną z 8759 gromad na obszarze Polski – w powiecie wrzesińskim w woj. poznańskim, na mocy uchwały nr 42/54 WRN w Poznaniu z dnia 5 października 1954. W skład jednostki weszły obszary dotychczasowych gromad Bardo, Chwalibogowo i Obłaczkowo oraz miejscowości Chocicza Mała i Chocicza Wielka z dotychczasowej gromady Chocicza Mała ze zniesionej gminy Września-Południe, a także miejscowość Osowo z dotychczasowej gromady Biechowo ze zniesionej gminy Miłosław – w tymże powiecie. Dla gromady ustalono 18 członków gromadzkiej rady narodowej.
Gromadę zniesiono 1 stycznia 1962, a jej obszar włączono do gromady Września-Południe w tymże powiecie.